# Scansoriopteryx heilmanni
Scansoriopteryx heilmanni es la única especie conocida del género extinto Scansoriopteryx  ("ala trepadora"), un dinosaurio terópodo manirraptor escansoriopterígido, que vivió a mediados del período Cretácico, hace aproximadamente 120 millones de años, en el Aptiense, en lo que hoy es Asia. Scansoriopteryx es un animal del tamaño de un gorrión que muestra adaptaciones en el pie que indica una forma de vida arbórea. Tenía un tercer dedo inusualmente alargado. El espécimen holotipo de Scansoriopteryx, CAGS02-IG-gausa-1/DM 607, también contiene la impresión fosilizada de plumas. Poseía un tercer dedo alargado e inusual que puede haber sostenido un ala membranosa, muy similar al relacionado Yi qi.
La mayoría de los investigadores consideran este género como un sinónimo de Epidendrosaurus y algunos prefieren tratar a Scansoriopteryx como el sinónimo más moderno, aunque fue el primer nombre que se publicó válidamente.

## Descripción

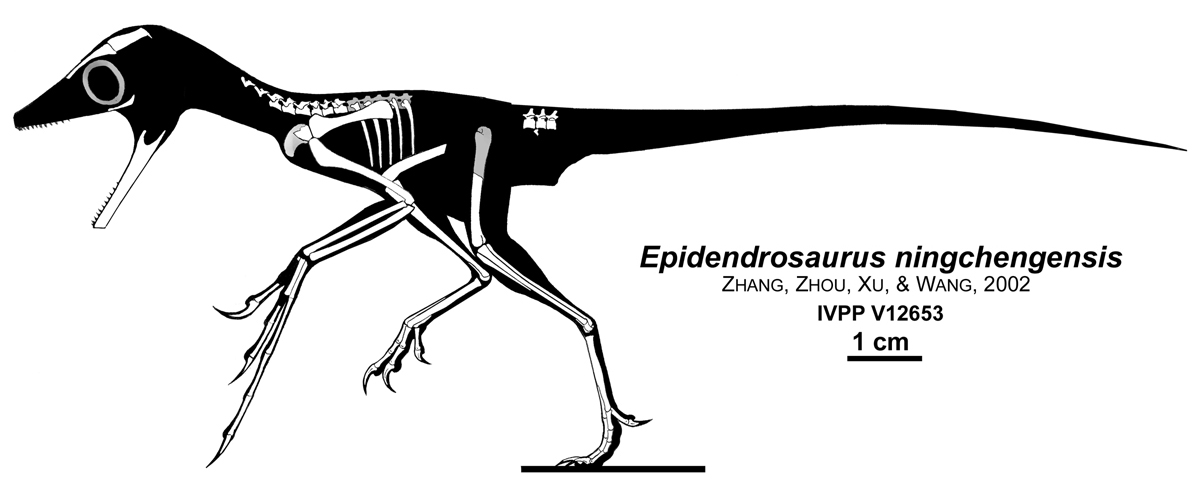
Restauración de "Epidendrosaurus"

Scansoriopteryx es el primer dinosaurio conocido que presenta características de una posible vida arborícola. Medía 18 centímetros desde la punta del hocico hasta la cola. Poseía un tercer dedo extremadamente largo que recuerda al del aye-aye. Posee impresiones de plumas del lado izquierdo y la presencia de un pelaje o protoplumas en determinadas regiones del cuerpo. El espécimen tipo de Scansoriopteryx heilmanni, número de catálogo CAGS02-IG-gausa-1/DM 607, representa los restos fosilizados de un dinosaurio trepador maniraptor, similar en cierto modo a Archaeopteryx. Es notable para su "primitivo" acetábulo no perforado y pubis que apunta hacia adelante, a diferencia de algunos maniraptores más avanzados. Lo más distintivo es su tercer dedo largo, que es casi dos veces más largo que el segundo dedo. Esto es distinto de la configuración vista en todos los otros terópodos, donde el más largo es el segundo dedo. También tiene un primer dedo del pie inusualmente grande, o hallux. Un posible segundo espécimen, el holotipo de Epidendrosaurus ninchengensis, IVPP V12653, también muestra características que indican que era un juvenil. El espécimen está parcialmente desarticulado y la mayoría de los huesos se conservan como impresiones en la losa de roca, en lugar de estructuras tridimensionales. Debido a que los únicos especímenes conocidos son juveniles, el tamaño de un Scansoriopteryx adulto se desconoce: el espécimen tipo es una criatura diminuta del tamaño de un gorrión.
Scansoriopteryx también se destaca por sus mandíbulas anchas y redondeadas. La mandíbula inferior contenía al menos doce dientes, más grandes en la parte delantera de las mandíbulas que en la parte posterior. Los huesos de la mandíbula inferior pueden haberse fusionado, una característica conocida solo en los oviraptorosaurianos.
Una característica distintiva de Scansoriopteryx es su tercer dedo alargado, que es el más largo de la mano, casi el doble de largo que el segundo dedo. Esto es diferente a la configuración que se ve en la mayoría de los otros terópodos , donde el segundo dedo es más largo. Las plumas de las alas largas, o remiges, parecen adherirse a este dedo largo en lugar del dedo medio como en las aves y otros maniraptoranos. Las plumas más cortas se conservan unidas al segundo dedo.  Un pariente de Scansoriopteryx, Yi , sugiere que este tercer dedo alargado sostenía un ala membranosa de algún tipo junto a las plumas.
Scansoriopteryx tenía una cavidad de la cadera no perforada, que es más abierta en la mayoría, pero no en todos, los otros dinosaurios. También tenía un pubis, hueso de la cadera, que apuntaba hacia adelante, un rasgo primitivo entre los terópodos, y a diferencia de algunos maniraptoranos más estrechamente relacionados con las aves, donde el pubis apunta hacia abajo o hacia atrás. Las patas eran cortas y conservaban pequeñas escamas en forma de guijarros a lo largo de la parte superior del pie, metatarso, así como posibles impresiones de plumas largas en la misma área, posiblemente similares a las "alas traseras" de Microraptor y otros paravianos basales. También tenía un primer dedo del pie inusualmente grande, o hallux, que estaba bajo en el pie y puede haber sido invertido, lo que permitía cierta capacidad de agarre. La cola era larga, seis o siete veces la longitud del fémur , y terminaba en un abanico de plumas.

## Descubrimiento e investigación
Czerkas y Yuan en 2002, describieron a Scansoriopteryx como proveniente de la Formación Yixian, Liaoning, China. La procedencia de Scansoriopteryx es incierta, aunque Wang et al. de 2006, es su estudio de la edad del Lecho Daohugou, sugiriendo que probablemente provenga de esas mismas camas, y es así probable un sinónimo de Epidendrosaurus. El Lecho Daohugou se supone fechado en el jurásico Medio, aunque esto está en discusión. 
Scansoriopteryx le da su nombre a la familia Scansoriopterygidae, aunque la correcta posición taxonómica de esta es incierta. También es incierto el estatus del nombre  Scansoriopteryx. El espécimen tipo fue descrito solamente algunos meses después de un animal muy similar, Epidendrosaurus, que fue descrito en línea, pero el nombre Epidendrosaurus no fue publicado impreso hasta después de Scansoriopteryx. Estos dos especímenes son tan similares que podrían pertenecer al mismo género, es ese caso el primer nombre publicado tendría la prioridad. El cuerpo que fija las reglas para el nombramiento de animales, la ICZN, ha dictado una enmienda al código que favorecería los nombres publicados en línea, por ejemplo 
Epidendrosaurus, si son adoptado formalmente, pero ICZN debe decidir si esta regla tiene carácter retroactivo, entonces Epidendrosaurus podría tener prioridad sobre Scansoriopteryx.

## Clasificación
Scansoriopteryx le da su nombre a la familia Scansoriopterygidae. Los estudios de las relaciones de los dinosaurios han encontrado que Scansoriopteryx es un pariente cercano de las aves verdaderas y un miembro del clado Avialae.
El estado del nombre Scansoriopteryx es controvertido. El espécimen tipo se describió solo unos meses después de que un espécimen muy similar, Epidendrosaurus ninchengensis, fuera descrito en línea, aunque el nombre Epidendrosaurus no se publicó en forma impresa hasta después de Scansoriopteryx. Estos dos especímenes son tan similares que pueden ser del mismo género, en cuyo caso el Artículo 21 del Código Internacional de Nomenclatura Zoológica, ICZN, daría prioridad a Scansoriopteryx. La revista en la que apareció Scansoriopteryx tiene una circulación muy pequeña, pero se distribuyó aproximadamente en 2002-09-02, antes de la aparición impresa de Epidendrosaurus, pero mucho después de la aparición del último en Internet, tiempo suficiente para que el nombre Epidendrosaurus haya sido ampliamente utilizado por los expertos. Esta situación se utilizó como ejemplo en una enmienda propuesta a la ICZN por Jerry Harris que consideraría los artículos electrónicos con identificadores de objetos digitales, DOI, que posteriormente están disponibles en forma impresa para calificar como "publicación" para fines de denominación. Harris señaló que si bien el nombre Epidendrosarus apareció primero, Scansoriopteryx fue el primero en publicarse en forma impresa y, por lo tanto, es el nombre válido, pero el hecho de que la ICZN no reconozca los nombres en línea como válidos ha generado confusión sobre cuál tiene prioridad. En la literatura científica, el género Scansoriopteryx ha sido tratado como un sinónimo principal de Epidendrosaurus por algunos científicos, como Alan Feduccia, y como un sinónimo más moderno por otros como Thomas R. Holtz, Jr. y Kevin Padian.
Czerkas y Yuan usaron la combinación de caracteres primitivos y avianos en Scansoriopteryx para argumentar una poco ortodoxa interpretación de la evolución de los dinosaurios. Ellos argumentaron que  Scansoriopteryx es claramente más primitivo que Archaeopteryx", basándose en su pubis de tipo reptil y robusto isquion. Scansoriopteryx también carece del acetábulo completamente perforado, la cara articular de la cadera con el fémur, el cual es una característica de Dinosauria y que tradicionalmente ha sido usado para definir el grupo. Mientras que los autores admitieron que el agujero pudo haberse cerrado de forma secundaria, desarrollándose de una articulación de la cadera dinosauriana más tradicional, citaron otras características primitivas para sostener que es un rasgo primitivo verdadero, que haría de Scansoriopteryx aparte del más similar a las aves y el más primitivo de los dinosaurios conocidos. Czerkas y Yuan lo llamaron un "proto-maniraptor", sosteniendo la hipótesis de Gregory S. Paul que el gran grupo de maniraptores terrestres como Velociraptor evolucionaron de formas voladores o planeadoras que vivían en los árboles. Los autores tomaron esta idea de Paul, sin embargo, y prestaron apoyo a la teoría de George Olshevsky "Las aves primero" de 1992, en que todos los verdaderos terópodos son secundariamente voladores, habiendo evolucionado de pequeños trepadores como los ancestros de Scansoriopteryx. Czerkas y Yuan también discutieron eso, contrariamente a la mayoría de los árboles filogenéticos, colocan a los maniraptores como un linaje separado de otros terópodos, y que esta fractura ocurrió muy temprano en la evolución del linaje. En 2014, Czerkas, junto con Alan Feduccia , publicaron un artículo que describía con más detalle Scansoriopteryx y expresaba su opinión de que ciertas características arcaicas del esqueleto y la hipótesis de que era arbóreo descartaban la posibilidad de que fuera un terópodo o incluso un dinosaurio, pero que Scansoriopteryx y todas las aves evolucionaron a partir de arcosaurios avemetatarsalianos no dinosaurios como Scleromochlus. Esta conclusión ha sido rechazada abrumadoramente por otros paleontólogos debido a las claras similitudes morfológicas que los escansoriopterígidos tienen con otros dinosaurios maniraptores.

### Trepador

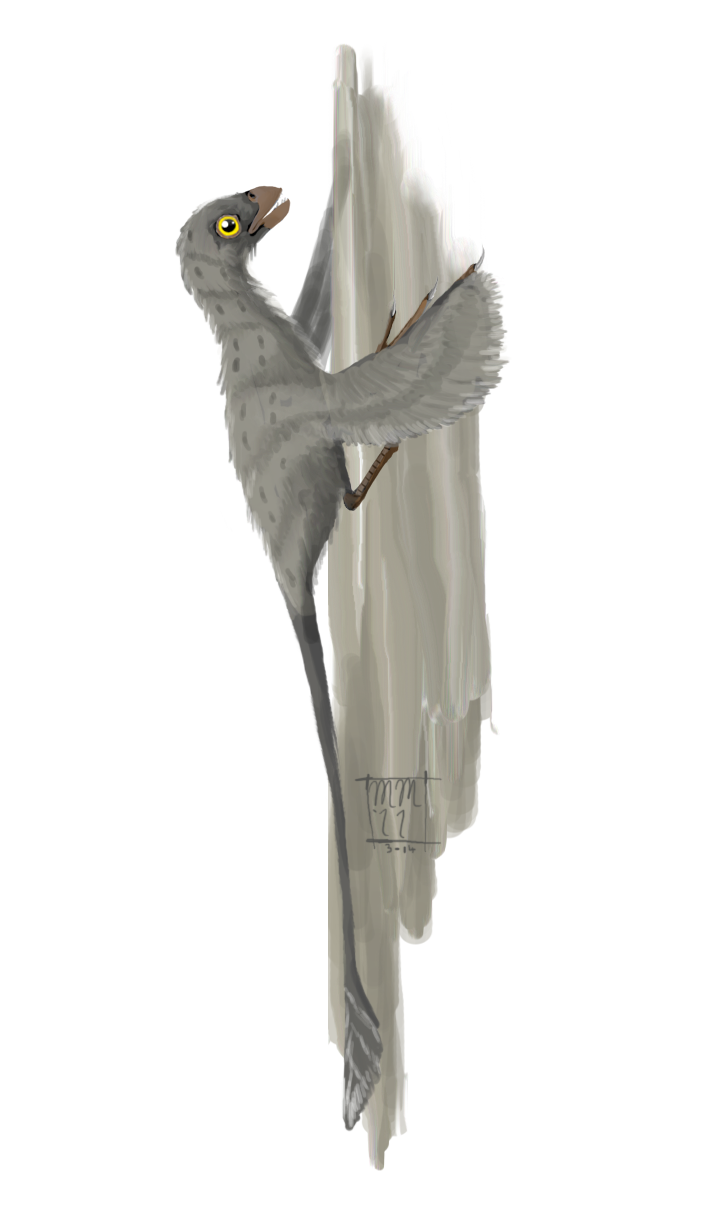
Restauración en vida de una cría trepando un árbol.

En su descripción de Scansoriopteryx, Czerkas & Yuan citan evidencia sobre la forma de vida arbórea que habría tenido. Observaron que, a diferencia de todas las crías modernas de pájaro, los miembros delanteros de Scansoriopteryx sean más largos que los miembros traseros. Los autores sostuvieron que esta anomalía indica que los miembros delanteros desempeñaron un papel importante en la locomoción incluso en una etapa de desarrollo extremadamente temprana. Scansoriopteryx tiene un pie bien preservado y los autores interpretaron que el pulgar estaba invertido, una condición del dedo del pie apuntando hacia atrás, cosa muy extendida entre pájaros modernos de vida arborícola. Además, los autores señalaron que la cola corta y tiesa del espécimen de Scansoriopteryx como una adaptación para trepar árboles. La cola se pudo haber utilizado como apoyo, como las colas de los  pájaros carpinteros modernos. Las manos de especies trepadoras modernas tienen los terceros dígitos alargados, como las iguanas, también apoya la hipótesis de animal trepador de árboles. De hecho, las manos de Scansoriopteryx se adaptan mucho mejor para subir que las del hoacín, un ave trepadora moderna.
También se interpretó a Epidendrosaurus como arbóreo en función de la mano alargada y las especializaciones en el pie. Los autores que describieron afirmaron que la mano larga y las garras fuertemente curvadas son adaptaciones para trepar y moverse entre las ramas de los árboles. Vieron esto como una etapa temprana en la evolución del ala de las aves, indicando que las extremidades anteriores se desarrollaron bien para trepar, y que este desarrollo condujo más tarde a la evolución de un ala capaz de volar. Afirmaron que las manos largas y agarradas son más adecuadas para trepar que para volar, ya que la mayoría de las aves voladoras tienen manos relativamente cortas.
Zhang y col. También señaló que el pie de Epidendrosaurus es único entre los terópodos no aviares. Si bien el espécimen de Epidendrosaurus no conserva un hallux invertido, el dedo del pie orientado hacia atrás que se ve en las aves posadas modernas, su pie era muy similar en construcción a las aves posadas más primitivas como Cathayornis y Longipteryx. Estas adaptaciones para la capacidad de agarre en las cuatro extremidades hacen que sea probable que Epidendrosaurus haya pasado una cantidad significativa de tiempo viviendo en los árboles.

### Plumas y escamas
El fósil de Scansoriopteryx presenta impresiones o marcas similares a plumas o protoplumas alrededor de determinadas partes del cuerpo, tomando patrones con forma de V similares a los vistos en los modernos animales con plumas. Las impresiones más prominentes de la pluma se dan en el antebrazo y la mano izquierdos. Las plumas más largas han llevado a Czerkas y Yuan a especular que los escansoriopterígidos adultos pudieron haber tenido plumas razonablemente bien desarrolladas en el ala que habrían podido ayudar al salto o a un planeo rudimentario, aunque eliminaron la posibilidad de que Scansoriopteryx habría podido alcanzar vuelo avanzado. Como otros maniraptores, Scansoriopteryx tenía un hueso con forma de media luna en la muñeca que permitía el movimiento de plegado de la mano, como lo hacen los pájaros de hoy en día. Incluso si el vuelo activo no era posible, este movimiento habría podido ayudar a maniobrabilidad en el salto de rama a la rama. Escamas del tipo reptil se han preservado en la base de la cola. Se conservaron escamas reticuladas en la porción proximal del segundo metatarsiano y el espécimen de Epidendrosaurus también conservó débiles impresiones de plumas en el extremo de la cola, similar al patrón encontrado en Microraptor.